# Joseph Louis Ollivier
Joseph Louis Ollivier (Brest, 1727 – Brest, 17 gennaio 1777) è stato un ingegnere francese.

## Biografia

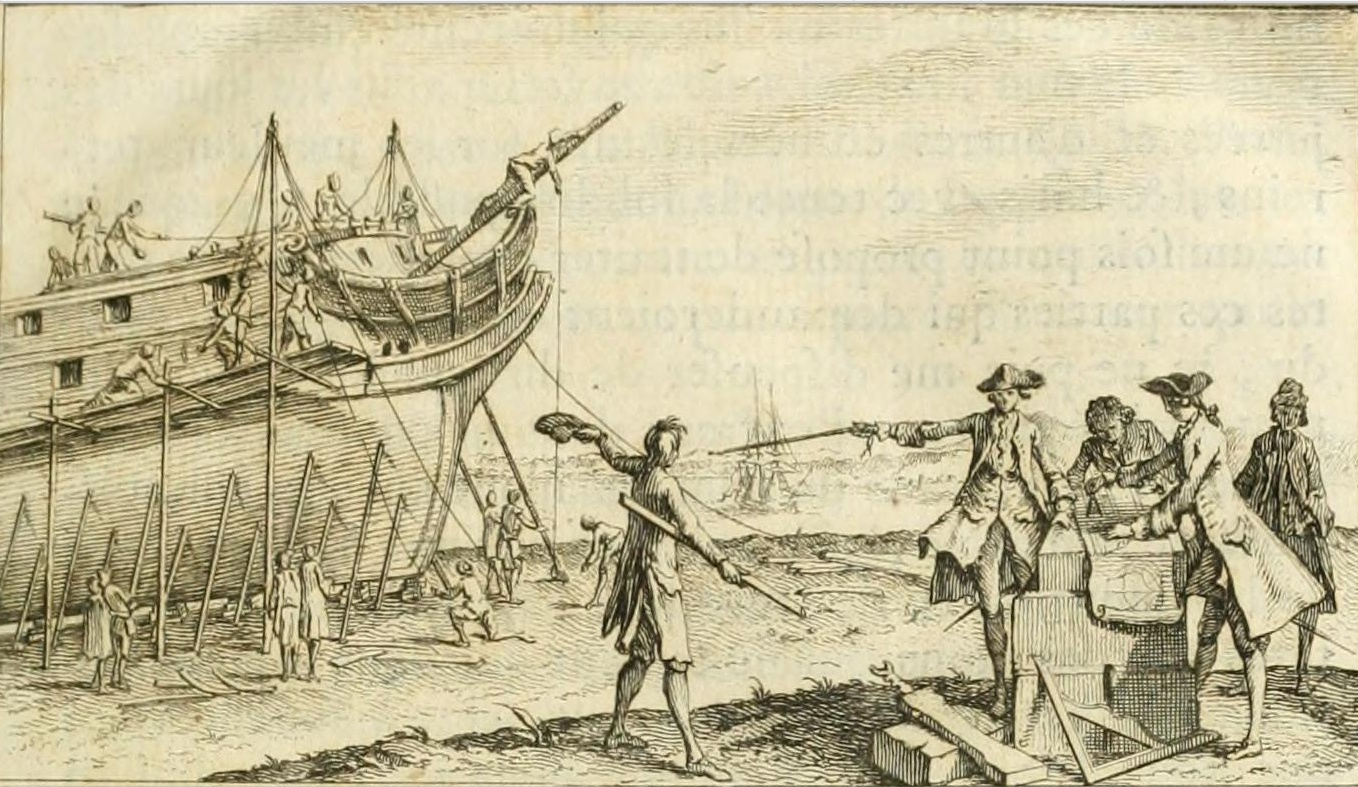
Ingegneri navali al lavoro alla metà del XVII secolo.

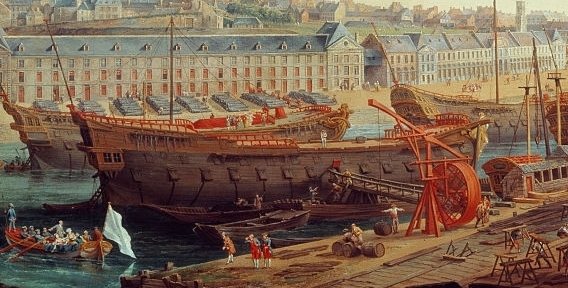
Il vascello da 64 cannoni Éveillé costruito a Brest da Joseph Louis Ollivier. (Disegno del 1774).

Nacque nel 1727, figlio di Blaise Joseph e di Suzanne Canevet. Fratello di Louis, grazie ai servigi del padre Blaise Joseph, all'età di 8 anni divenne sottocostruttore (caso non unico) e frequentò il collegio fino all'età di 14 anni per imparare la matematica e il disegno.  L'anno successivo, nel 1744, costruì la sua prima unità, una corvetta sotto l'occhio vigile del padre e ammise che da allora non ho mai smesso di fare progetti e di imparare i calcoli necessari... continuando sempre a imparare il disegno e la matematica. All'età di 18 anni costruì due corvette sotto la direzione di Joseph Marie Blaise Coulomb, sotto la cui influenza e ai cui ordini rimase a lungo. Frequentò le Écoles de Paris, ritornò a Brest e divenne costruttore navale (ingénieur constructeur de la Marine) all'età di 25 anni nel luglio 1754. Sempre con Coulomb, nel 1755 si trasferì a Lorient per costruire navi per la Compagnia francese delle Indie orientali. A Lorient, dal 1755 al 1757, supervisionò alla costruzione di quattro vascelli, di una fregata e di una flûte. In realtà svolse il lavoro da solo, poiché Coulomb tornò presto a Brest. Nel 1759 compì un viaggio di ispezione nelle foreste della Normandia. Alla fine del 1761 il duca Étienne François de Choiseul lo chiamò a corte per redigere i progetti e le stime delle navi da costruire a Bordeaux. Tuttavia, il lavoro fu affidato a Antoine Groignard, che ricevette tutti gli onori. Nel 1765 fu promosso ingegnere navale capo a Brest, e nell'arco di sei anni costruì quindici navi senza ricevere particolari favori. La sua amarezza è evidente nel memorandum che inviò al ministro della marina Antoine de Sartine in occasione della visita di quest'ultimo a Brest nel 1775: L'ingegnere-costruttore capo del porto di Brest, che dovrebbe almeno essere trattato alla stregua di quelli degli altri porti, essendo anzi colui che dovrebbe essere giustamente considerato il principale, ha subito un trattamento molto diverso, poiché dal momento del varo del vascello da 80 cannoni "Le Saint-Esprit", il 12 ottobre 1765, ha costruito quindici navi senza aver ottenuto alcuna grazia. all'età di 48 anni si spense a Brest il 17 gennaio 1777.

### Il suo lavoro
A Brest fu responsabile del varo del vascello da 64 cannoni Alcide (6 dicembre 1743),  delle corvette  Palme (aprile 1745), Anémone (luglio 1747), Amarante  (luglio 1747), della progettazione e costruzione delle fregate da 30 cannoni classe Comète Comète (varo 20 dicembre 1752) e  La Fleur de Lys (varo 1 giugno 1754).  Fu responsabile del varo delle fregate Concorde (15 novembre 1755),  della east indiaman Diligente (28 aprile 1756,  del vascello da 74 cannoni Actif. Sovraintese al varo della flûte Normande (15 maggio 1759), progettò le corvette classe Thérèse (ottobre 1759), curò il varo della flûte Balance, e a Dunkerque delle corvette Thérèse (24 settembre 1760), Christine (23 novembre 1760).  Fu poi progettista del vascello da 80 cannoni Saint Esprit, di cui curò anche il varo, e dei vascelli da 74 classe Artesien (1764) di cui sovraintese il varo del Citoyen (27 agosto 1764) e dell'Artesien.  Fu successivamente progettista e sovraintese al varo della fregata Zéphyr (ottobre 1767), della goletta Aberwrach (11 agosto 1769) e del vascello da 64 cannoni Eveillé (10 dicembre 1772).

### Fonti
1. 1 2 3 4 5 6 7 8  Three Decks.
2. 1 2  Geneanet.
3. 1 2 3 4 5 6 7 8 9 10 11  Troisponts.